# Георги Мандов
Георги Костадинов Мандов е български геолог, професор в Софийския университет. Известен е и със съавторството на песента „Торнал е Тодьо на гурбет да иде“.

## Биография

### Детски и младежки години
Георги Мандов е роден на 4 април 1931 г. и завършва основното си образование в родното си село Момчиловци.
През 1949 г. завършва гимназия в град Чепеларе. По повод абитуриенския бал за 24 май 1949 г. заедно с братовчед си Димитър Радичев стават автори на родопската народна песен „Торнал е Тодьо на гурбет да иде“.
В продължение на 2 години работи като учител в основното училище в село Момчиловци и като възпитател в село Славейново.
През 1952 г. постъпва като редовен студент в СУ „Климент Охридски“. През 1958 г. завършва с отличен успех специалност „Геология“ с квалификация „геолог-палентолог“, като дипломната му работа е на тема: „Геоложки бележки за източната част на Чепън планина, Годечко“.
След завършване на университета започва работа като геолог в Бригада за търсене и геоложко картиране към Управление за геоложко проучване в София.

### Преподавателска дейност в СУ „Климент Охридски“
През 1960 г. постъпва на работа като асистент в катедра „Динамична и исторична геология“. Преминава през дългосрочни специализации в Московския държавен университет, Русия (1967 г.) и в Университета на гр. Лион, Франция (1973 г.). Участвал е в международни научни прояви в България, Швейцария, Австрия и Грузия. Изнасял е лекции в университетите на Солун, Атина и Виена. Преподавал е в Мозамбик за 2 години (1976 – 1978) в Департамента по геология на Университета на гр. Мапуто. През 1980 г. съвместно с проф. Емил Белмустаков издават първия учебник по „Исторична геология“.
От 1980 г. до 1992 г. е ръководител на катедра „Динамична и исторична геология“. През 1992 г. е избран за професор по стратиграфия. Основната област на научни изследвания на проф. Георги Мандов е регионалната геология, палентоложки и стратиграфски фокус на Долнокредната серия в България. Той е автор на над 50 научни статии, една книга за историята на Земята и множество научнопопулярни статии.
Участва в уреждането и обогатяването на Музея по палеонтология и исторична геология в Софийския университет.

## Избрана библиография
- Мандов, Георги. Хотривската трансгресия северно от с. Драгоман, Софийско //  Годишник на Софийския университет. Геолого-географски факултет. Книга 1 - Геология; Annuaire de l'Universite de Sofia. Faculte de geologie et geographie. Livre 1 - Geologie 60 (1).   1967. с. 145-152. Посетен на 1 септември 2024.
- Мандов, Георги. Върху няколко вида на рода Lyticoceras от хотрива в Западна България //  Годишник на Софийския университет. Геолого-географски факултет. Книга 1 - Геология; Annuaire de l'Universite de Sofia. Faculte de geologie et geographie. Livre 1 - Geologie 65 (1).   1972. с. 1 - 10. Посетен на 31 август 2024.
- Мандов, Георги. Хотривският етаж в Западните Балканиди и неговата амонитна фауна //  Годишник на Софийския университет. Геолого-географски факултет. Книга 1 - Геология; Annuaire de l'Universite de Sofia. Faculte de geologie et geographie. Livre 1 - Geologie 67 (1).   1976. с. 11-99. Посетен на 31 август 2024.

- Амонити от колекцията на Георги Мандов, изложени в Музея по палеонтология и исторична геология на Софийския университет
- Spitidiscus nodosus sp. nov., долен хотрив, Прекръсте, Драгоман, Cr1 975X1
- Liticoceras dragomanensis sp.nov., долен хотрив, Драгоман
- Liticoceras dragomanensis sp.nov.,  долен хотрив, Драгоман, Cr1 873
- Liticoceras dragomanensis sp.nov., долен хотрив, Драгоман
- Liticoceras dragomanensis sp.nov., долен хотрив, Драгоман
- Himantoceras thieuloyi, sp.nov., долен хотрив, Крапчене, Монтанско
- Distoloceras belimelensis sp.n. долен хотрив, Белимел, Монтанско, Cr1 970X1
- Abrytusites julianyi (Honnorat-Bastide), горен хотрив, Палилула, Монтанско, Cr1 978X1
- en: Acanthodiscus vaceki (Neumayr & Uhlig) долен хотрив, Драгоман, Cr1 976X1
- en:Acrioceras (Aspinoceras) dilatatum (d'Orbigny), горен хотрив, Белимел, Монтанско
- en:Crioceratites (C.) villiersianum bituberculatum (Sarkar) хотрив, Белимел, Монтанско, Cr1 929X1
- en:Eleniceras nicolovi en:Breskovski, долен хотрив, Драгоман
- en:Eleniceras spiniger (Koenen), долен хотрив Lower, Драгоман, Cr1 962